# Eparchia dalmatyńska
Eparchia dalmatyńska – jedna z eparchii Serbskiego Kościoła Prawosławnego działających na terytorium Chorwacji.
Eparchia dzieli się na cztery namiestnictwa (dekanaty): kniński, splicki, szybenicki i benkovački. W ramach administratury działają następujące klasztory:
- monaster Krupa
- monaster Krka
- monaster Dragović
- monaster Sveta Lazarica
- monaster św. Niedzieli w Oćestovie
- monaster św. Bazylego w Crnogorcach.

Szereg obiektów sakralnych eparchii zostało zniszczonych w czasie wojny w Chorwacji, w szczególności Operacji Burza.